# Tchapoma
La Tchapoma est un fleuve de Russie traversant les raïons de Lovozero et de Ter dans l'oblast de Mourmansk.